# Air Alpes
"L'avion de ma région" (1978)
Air Alpes était une société de transport aérien (1961-1981) créée par Michel Ziegler et dont l'activité démarra dans le massif des Alpes. Cette compagnie aérienne a joué un rôle important dans le développement des sports d'hiver, notamment à Courchevel, en déposant des clients aisés au pied des pistes grâce à des altiports.

## La création de la société
C'est en 1961 que Michel Ziegler, passionné d'aviation et de montagne, créa la Société Air Alpes en s'inspirant de l'expérience du suisse Hermann Geiger. Il fut soutenu par Henri Ziegler et Sylvain Floirat, les deux premiers actionnaires, rejoints quelques mois plus tard par Joseph Szydlowski, lui aussi grand industriel aéronautique.
Dès l'origine, Michel Ziegler appela à ses côtés Robert Merloz, ami d'école et savoyard, qui le seconda pendant les premières années puis poursuivit une brillante carrière de pilote à Air France. Le siège social est établi à Chambéry, il sera déplacé lors de la construction du chalet aérogare sur l'altiport de Courchevel et deviendra ainsi le plus haut siège social d'Europe (2 016 m). Air Alpes n'est pas la première compagnie aérienne de montagne, mais celle qui va en faire sa spécialité.
L’aviation de montagne avait réellement débuté le 30 juillet 1921 avec l’atterrissage de François Durafour au dôme du Goûter à 4 330 mètres d’altitude à bord d’un Caudron G.3. Au milieu des années 1950, le pilote suisse Hermann Geiger, le pilote des glaciers, allait améliorer les techniques de vol. Il effectuera à bord de son Piper au départ de Sion des milliers de ravitaillements et de missions de sauvetage principalement dans les Alpes valaisannes. C'est avec lui que Michel Ziegler et Robert Merloz apprendront les subtilités du vol et des atterrissages en montagne.
Un autre pilote français, Henri Giraud, lui aussi élève de Geiger avait commencé à ouvrir le chemin de cette aviation de montagne, il se rendra célèbre par ses atterrissages au mont Aiguille, mais surtout le 23 juin 1960 en posant son Piper PA-18 Super Cub (F-BAYP) au sommet du mont Blanc à 4 806 mètres d'altitude.
Création de l'altiport de Courchevel (piste d'atterrissage à pente très courte située en haute montagne, enneigée en hiver, les avions y atterrissaient sur skis) grâce à l'appui de la municipalité et de son directeur de station, Gilles de la Rocque. La piste est longue de 300 m et large de 30, la pente moyenne de 15°. Construction d'un chalet servant à la fois de bureaux et mini aérogare, et d'un hangar.
Une ancienne chenillette des expéditions Paul-Émile Victor est achetée pour assurer les navettes entre la station et l'altiport.

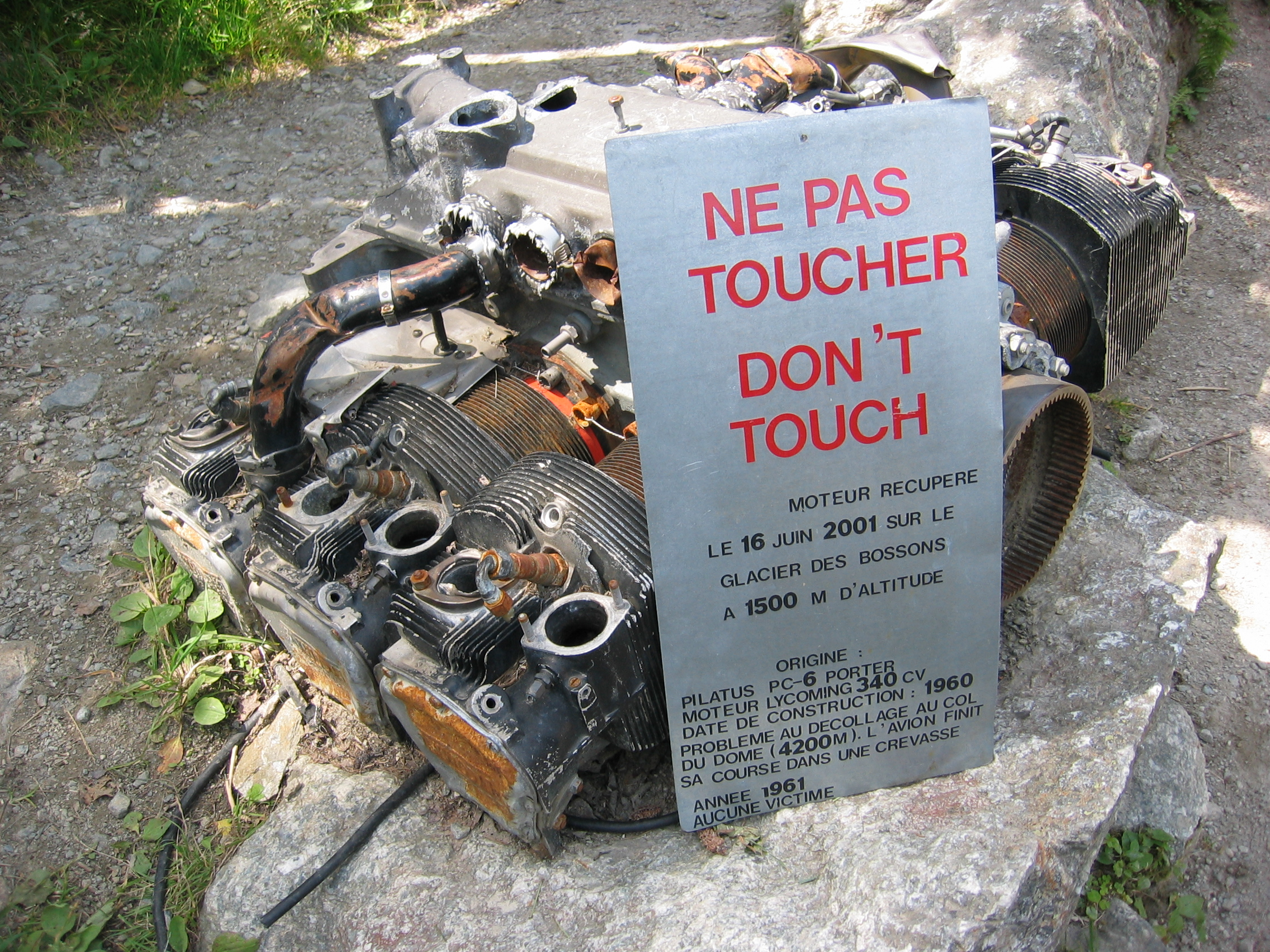
Le moteur du PC-6 HB-FAZ

L'activité d'Air Alpes débute avec un Piper PA-18 Super Cub immatriculé F-BKBP (s/n 18-5094), cette activité est essentiellement le travail aérien, le ravitaillement des refuges de haute montagne et l'école de pilotage. Une étude comparative entre le Dornier Do 27 et le Pilatus PC-6 Porter se traduira par la location d'un Pilatus PC-6, appareil équipé d'un moteur à pistons Lycoming de 340 ch immatriculé HB-FAZ, il sera malheureusement détruit le 2 septembre 1961 lors d'un entraînement au col du Dôme dans le massif du Mont Blanc (l'équipage fut sain et sauf). Courant 2001 le gérant d'un chalet restaurant situé au pied du glacier des Bossons retrouvera des éléments de cet avion, il aura fallu quarante ans au Pilatus pour parvenir au pied du glacier…
Durant cette période 2 500 passagers sont transportés et 300 heures de vol sont effectuées. Le personnel comprend deux pilotes, une secrétaire et un mécanicien.

## Les années Pilatus
En 1962, la société fait l'acquisition auprès de Pilatus Aircraft du premier Pilatus PC-6/A.H2 Turbo Porter [F-BJSZ] (s/n 525) équipé d'une turbine Turbomeca Astazou IIE de 523 ch. Cet appareil pouvait accueillir 7 passagers en plus du pilote. Cet achat a pu être réalisé grâce à Monsieur Joseph Szydlowski, fondateur de la société Turbomeca (constructeur de moteurs pour avions et hélicoptères), qui fournit gracieusement la turbine de cet avion. Il devint ainsi actionnaire d'Air Alpes.
Quelques années plus tard, le 15 novembre 1968, l'unique PC-6 motorisé avec une turbine Turbomeca Astazou XIV de 573 ch allait battre le record international d'altitude pour un avion de sa catégorie de poids, il atteindra 13 485 mètres (pilote Bernard Ziegler, qui deviendra par la suite directeur du service des essais en vol d'Airbus), il faudra attendre quatre ans pour que ce record soit de nouveau battu.
Les travaux entrepris l'été précédent à la station de Méribel pour la création d'un altiport se terminent. En janvier sur une piste sommairement aménagée (400 m x 15 m avec une pente moyenne de 6 %) le Piper F-BKBP et le Pilatus F-BJSZ se poseront pour la première fois à Méribel. C'est au cours de cette année que seront construits le chalet aérogare et le hangar.
C'est lors de l'inauguration que Joseph Szydlowski, président de Turboméca, et l'un des premiers actionnaires d'Air Alpes, invente, le mot « altiport », qui entrera dans le dictionnaire dix ans plus tard.
Cette année les pilotes du SFA (Service de la formation aéronautique) Marcel Collot et Jean Delparte formés également par Hermann Geiger vont entreprendre de jeter les bases d'une première réglementation. Il s'agit d'établir les conditions dans lesquelles les avions peuvent décoller sur des surfaces autres que des aérodromes de plaine, et de classifier les différents types : altiports, avi-surfaces et glaciers. Air Alpes sera étroitement associée à l'élaboration de cette réglementation
Location du Piper PA-18 Super Cub F-BNAO (s/n 188236) pour remplacer le F-BKBP légèrement endommagé.
Ouverture des premières lignes saisonnières hivernales : Lyon/Courchevel, Lyon/Méribel et Genève/Courchevel, Genève/Méribel (vols ALP 121 et 122).
Des vols inter-stations sont proposés à la clientèle, mais également des déposes de skieurs sur glaciers. Cette activité prendra une place importante pendant les premières années d'exploitation. Ces déposes ne pouvaient être réalisées qu'avec la présence dans le groupe d'un guide de haute montagne, une collaboration étroite s'instaura avec les moniteurs de ski et guides des différentes stations de sports d'hiver.
Au départ des altiports de Haute-Savoie, Savoie et Isère, les principaux glaciers du massif du Mont Blanc, de la Tarentaise, de la Vanoise ou d'Oisans étaient accessibles. Pour chaque vol il ne pouvait être embarqué qu'un maximum de 6 passagers plus le guide.
Cette activité sera définitivement interdite par la « loi montagne 85-30 du 9 janvier 1985 » relative au développement et à la protection de la montagne.
Un contrat est signé avec l'ORTF. Il prévoit la fourniture d'une plate forme relais pour la diffusion des images en direct du Tour de France cycliste, de Paris-Roubaix ainsi que d'autres courses cyclistes prestigieuses. Les premières années ces vols seront effectués par un Pilatus PC-6 puis par la suite avec le DHC-6 [F-BOOH]. Ce contrat prendra fin en 1973. Pour la retransmission un équipement particulier est installé à bord de ces appareils.
Des vols panoramiques dans les Alpes et en particulier le tour du Mont Blanc attireront pendant des années une clientèle ravie par les paysages découverts.
Ainsi en 1962 3 800 passagers ont été transportés et 500 heures de vol effectuées. Le personnel est alors composé de cinq personnes dont un mécanicien.
L'année 1963 voit un deuxième Pilatus PC-6/A-H2 [F-BKQY] (s/n 549) renforcer la flotte, la création de l'altiport de La Plagne (300 m x 25 m pente moyenne 14 %) et des premières lignes saisonnières intérieures en Corse.
Cette même année un accord commercial est signé avec Gyrafrance (compagnie exploitant des hélicoptères). La compagnie développe son activité travail aérien (remorquage de banderoles publicitaires, largages de parachutistes ou baptêmes de l'air en campagne).
Le bilan de l'année s'établit à 5 200 passagers transportés et 810 heures de vol effectuées. Le personnel est composé de sept personnes.

En novembre 1964, Air Alpes loue le Beechcraft-SFERMA Marquis [F-BLLR] bimoteur de 6 places équipé de 2 turbines Turboméca Astazou pour assurer des vols vers l'aéroport de Lyon-Bron.
Le 20 décembre 1964, l'altiport de Megève est inauguré.
Cette année, c'est 5 000 passagers qui ont été transportés et 821 heures de vol effectuées. Le personnel se compose de six personnes.

En 1965, la ligne hivernale Genève/Courchevel offre des correspondances sur les altiports de Val d'Isère (250 m x 25 m pente moyenne 18 %) et de La Plagne. La compagnie transporte 3 960 passagers et effectue 797 heures de vol. Le personnel se compose de cinq personnes.
Cette année verra l'arrivée à Air Alpes de la première femme Commandant de bord dans une compagnie aérienne, Anne Marie Peltier pilote professionnel et instructeur rejoint la compagnie.

À partir de 1966, Air Alpes est intéressé par un appareil de plus grande capacité, avec des performances STOL. Entre le Short Skyvan et le de Havilland Canada DHC-6 Twin Otter c'est ce dernier qui lui semble le plus approprié pour son activité dans une région montagneuse. C'est un bimoteur de 19 places, piloté par deux membres d'équipage, équipé de deux turbines Pratt & Whitney Canada PT6A-20. Au mois de juillet cet appareil [CF-UCD] est présenté au personnel de la compagnie sur les altiports de Megève et Courchevel.
Cette même année, Air Alpes propose des stages de formation « pilote montagne ». Un nouveau chalet aérogare est construit à Courchevel (un bar restaurant y est aménagé).
1966 voit aussi apparaître Air Alpes dans la bande dessinée avec Les Aventures de Tanguy et Laverdure publiées dans le magazine Pilote avec l'album Mission spéciale dessinée par Albert Uderzo et Jijé sur des scénarios de Jean-Michel Charlier, parue dans les numéros 363 à 393, puis en album en 1968, mais également dans un épisode de la série Les Chevaliers du ciel (Troisième série épisode 8).
Le bilan de l'année s'établit à 6 430 passagers transportés en 1 043 heures de vol. Le personnel est alors composé de neuf personnes.

En 1967 Air Alpes est chargé par la municipalité de L'Alpe d'Huez de la définition et du suivi de la construction de l'altiport. L'aérogare qui y sera installée est le chalet aérogare de Courchevel. Il sera déplacé et installé sur une base en dur par un hélicoptère prêté par l'Aérospatiale. La piste mesure 430 m x 25 avec une pente moyenne de 11 %. Un nouvel altiport dans les Alpes s'ouvre également aux Arcs (400 m x 25 pente moyenne 14 %).
Les stations de sports d'hiver de L'Alpe d'Huez, Avoriaz, Tignes seront également desservies cette année pendant la saison d'hiver. Pour la saison d'été une ligne intérieure en Corse est ouverte : Ajaccio/Propriano/Calvi.
Un troisième Pilatus PC-6 rejoint la flotte : immatriculé F-BOJJ (s/n 513), il est équipé d'un moteur à pistons, il sera modifié quelques années plus tard en modèle PC-6/A.H2 grâce à l'installation d'une turbine Turboméca Astazou. Air Alpes passe aussi commande d'un DHC-6 Twin Otter série 100 qui est livré en octobre.
En juin, une expérimentation du système TALAR (Tactical Approach Landing And Radar) est lancée à Chambéry, un Pilatus est équipé spécialement pour l'occasion.
En 1967, 10 590 passagers ont été transportés et 1 725 heures de vol ont été effectuées. Le personnel compte maintenant 17 personnes.

## Transport de Troisième Niveau
En 1968, de nombreuses villes de province de moyenne importance souhaitaient être reliées directement à Paris par voie aérienne. Les collectivités locales joueront un rôle important dans le financement de ces nouvelles liaisons. Air Alpes sera l’un des précurseurs tout comme Rousseau Aviation, TAT, Air Paris ou Europe Aero Service. Au plus fort de la période « Troisième Niveau », ce seront près de 50 compagnies aériennes, qui exploiteront environ 100 lignes régulières ou saisonnières, directes ou transversales et transporterons plus de 500 000 passagers.
La livraison du DHC-6 Série 100 Twin Otter, le 7 décembre 1967 immatriculé F-BOOH (s/n 72) permet l'ouverture de la ligne Chambéry/Grenoble/Nice/Ajaccio. En hiver cet appareil équipé de skis sera exploité à partir de l'altiport de Courchevel.
C'est en 1968 que la société Air Alpes installe son centre d'exploitation sur l'aéroport de Chambéry - Savoie. Les services commerciaux, la réservation, les relations publiques, le service du personnel navigant, les opérations, l'exploitation et l'escale sont regroupés dans l'aérogare. Un bâtiment sera construit pour accueillir la direction générale, la direction technique, le service comptable et administratif. Un hangar de 1 600 m2 et un vaste parking permettent la maintenance de l'ensemble des avions de la compagnie.
Cette année-là 16 480 passagers ont été transportés et 2 573 heures de vol effectuées. Le personnel se compose maintenant de 28 personnes.
C'est à l'automne 1969 que le premier des deux Beechcraft Model 99 commandés arrive. C'est un bimoteur de 15 places plus 2 membres d'équipage, il est équipé de 2 turbines Pratt & Whitney Canada PT6-A20.
La flotte se compose donc de 4 Pilatus PC-6 avec l'arrivée du PC-6/A.H2 [F-BRPJ] (s/n 552), d'un DHC-6 Twin Otter série 100 [F-BOOH], d'un Beechcraft B99 [F-BRUF] (s/n U-121) et d'un Morane-Saulnier MS 885 Super Rallye [F-BKES] (s/n 60) c'est l'appareil qui restera la plus longtemps dans la flotte de la compagnie. Cet avion était utilisé pour les déplacements du personnel : pilotes, mécaniciens, etc.
En été Air Alpes ouvre la ligne Toulon/Ajaccio et poursuit les vols locaux en Corse. Le 1er octobre, elle ouvre de la ligne Chambéry/Paris-Le Bourget en Beechcraft B-99 (5 vols quotidiens du lundi au vendredi).

Pour la saison d'hiver les lignes suivantes sont exploitées : Genève/Courchevel, Lyon/Courchevel, Grenoble/L'Alpe d'Huez/ et Nice/Courchevel le week-end, ainsi que des liaisons inter-stations.
La Socata présente son MS 894C Rallye Minerva (appareil à train d'atterrissage classique équipé de skis)
Le bilan de l'année est de 26 296 passagers transportés 3 263 heures de vol effectuées. Le personnel est composé de : 35 personnes dont 14 pilotes et 5 mécaniciens.
1970 voit un rapide développement pour la compagnie. Malheureusement le 15 janvier, le B-99 [F-BRUF] se pose peu avant la piste de l'aéroport de Chambéry - Savoie sans faire de victimes parmi les passagers et membres d'équipage, l'avion par contre est détruit. À la suite de cet accident cet aéroport se voit équipé d'une installation réclamée par Air Alpes depuis longtemps, un ILS permettant d'assurer la sécurité et fiabilité des vols. L'appareil est héliporté par un Super Frelon de Sud-Aviation jusqu'au hangar de la compagnie. Pour le remplacer le B-99 [F-BRUN] (s/n U-11) est acheté, quelques mois plus tard le B-99 [F-BRUX] (s/n U-122) se joindra à la flotte.
Air Alpes fait appel à la société suisse Air Tourism Alpin pour la location temporaire d'un Volpar Hamilton Turboliner immatriculé HB-GEG.
Sous l'impulsion de Michel Ziegler, est créé de l'ATAR (Association des transporteurs aériens régionaux), c'est en fait un syndicat professionnel qui regroupe les compagnies Air Alpes, Air Alsace, Air Aquitaine, Air Languedoc, Pyrénair, Air Rouergue, Air Antilles, Air Martinique et Guyane Air Transport.
Pendant la saison d'été c'est la ligne Chambéry/Grenoble/Nice/Ajaccio qui est exploitée en DHC-6 Twin Otter et la ligne Chambéry/Grenoble/Nice en B-99 est ouverte. Air Alpes fête le premier anniversaire de la ligne Chambéry/Paris (10 000 passagers transportés).
Pour la saison d'hiver, la ligne Grenoble/L'Alpe d'Huez en Pilatus PC-6 est ouverte.
Le 16 décembre le DHC-6 [F-BOOH] est endommagé lors d'une séance d'entraînement sur l'altiport de Courchevel. L'utilisation du Twin Otter équipé de skis était délicate et pénalisante (16 passagers au lieu de 19, et une certaine instabilité latérale de l'avion au décollage). Cet incident incitera la municipalité de Courchevel à envisager le déneigement de l'altiport. Pendant la durée des travaux de remise en état de l'appareil, le DHC-6 Twin Otter de Général Air [D-IDHA] sera loué.
Cette même année le cinéaste Jean-Jacques Languepin tourne deux courts métrages Vol en Montagne et Dans le ciel des Alpes. Ces courts métrages étaient présentés en salle en première partie des grands films, ils permettront de découvrir les activités d'Air Alpes.
Une activité charter commence à apparaître. À la fin de l'année c'est 35 796 qui ont été transportés et 4 847 ont été effectuées. Le personnel compte 17 pilotes, 15 mécaniciens et 23 commerciaux et administratifs.

## Les dix ans d'Air Alpes
1971 marque les dix ans d'Air Alpes. Pour marquer cet anniversaire une cérémonie est organisée sur l'altiport de Courchevel par une météo capricieuse, en présence de monsieur Maurice Herzog, ministre des Sports et de monsieur Joseph Fontanet, président du conseil général de Savoie. Pour l'occasion les Pilatus PC-6 sont baptisés (le nom de la station est peint sur le capot moteur) :
- le F-BJSZ : Courchevel
- le F-BKQY : Méribel
- le F-BOJJ : Val d'Isère
- le F-BRPJ : Alpe d'Huez

L'activité anti-grêle qui avait commencé en 1970 à Agen grâce à l'ACMG (Association climatique de moyenne Garonne) va se développer. Un contrat est conclu avec la région viticole du Beaujolais. Il s'agit de pulvériser au plus près d'un cumulonimbus un produit appelé lévilite (poudre de silice déshydrathée) pure ou mélangée à 5 % d'iodure d'argent (poudre à fort pouvoir glacogène) en fonction de la température et ceci à l'aide d'un Pilatus modifié pour la circonstance par l'installation de deux buses dans la cabine, ou d'une rampe sous les ailes. Par la suite des cartouches de iodure d'argent furent tirées depuis l'avion pour atteindre le cœur du cumulonimbus. Cette opération permettait de transformer ainsi les grêlons en pluie. D'autres contrats seront signés avec les régions viticoles de Bourgogne, des Côtes du Rhône en 1972 et 1973, de Savoie en 1972 et de Champagne.
En mai le DHC-6 [F-BOOH] réintègre la flotte, après remise en état et modification en série 200 (avant du fuselage rallongé et cabine plus spacieuse). Il ne sera plus utilisé avec ses skis, l'altiport de Courchevel étant désormais déneigé. Cet altiport est désormais équipé d'une tour de contrôle, d'un vaste hangar, d'une station de ravitaillement en carburant essence et kérosène Jet A1, il est aussi équipé en permanence d'un véhicule de lutte contre les incendies. Ces améliorations permettront une fréquentation plus importante de cette plate forme par des vols privés. Une barrière d'arrêt spécialement adaptée aux altiports est aussi installé à Courchevel pour des tests. L'aéroport de Grenoble-Isère devient une plate forme de correspondance pour les vols Air Alpes vers le sud et le sud-ouest
1971 voit aussi l'entrée en service de deux nouveaux Beechcraft B-99, le F-BSUJ (s/n U-62) et le F.BSUK (s/n U-21) et du DHC-6 Twin Otter série 200 F-BSUL (s/n 199). Les lignes Chambéry/Grenoble/Marseille, Roanne/Paris-Le Bourget, Chambéry/Grenoble/Saint-Étienne/Toulouse et de la ligne saisonnière Toulon/Bastia sont ouvertes la même année.
En avril un Yakovlev Yak-40 d'Aertirrena immatriculé I-JAKA puis plus tard le CCP-87791 d'Aviaexport seront présentés à la société. Il n'y aura pas de suites à ces présentations.
Au début de l'automne le Breguet 941 quadrimoteur STOL est évalué sur différents altiports. Il se pose respectivement à Megève, Méribel et L'Alpe d'Huez. Cet appareil avait été présenté au Salon du Bourget décoré de logos Air Alpes. Cette expérimentation avait pour but de définir ce que serait le transport aérien en montagne avec des avions aux caractéristiques appropriées et de capacité relativement importante et ceci avec un souci de régularité.
Pour le programme d'hiver voit l'ouverture du vol direct Paris/Courchevel en DHC-6 Twin Otter (1 vol au départ d'Orly et 1 au départ du Bourget) ainsi que de Nice/Grenoble/L'Alpe d'Huez, Genève/Courchevel et Roanne/Lyon/Courchevel. Les Pilatus assurent les correspondances vers les autres stations de sport d'hiver
Air Alpes signe cette année-là un important contrat avec la compagnie népalaise Royal Nepal Airlines Corporation pour la formation au vol en montagne et atterrissages sur altiports de plusieurs équipages. Cette formation durera 5 mois. Les 2 DHC-6 Twin Otter immatriculés 9N-ABA et 9N-ABB, et les 2 Pilatus PC-6 9N-ABC et 9N-AAZ seront convoyés par des équipages mixtes Air Alpes/RNAC jusqu'au Népal. Partis de Chambéry le 15 juillet ils se poseront à Bastia-Athènes-Beyrouth-Damas-Bahreïn-Karachi et New Delhi pour enfin arriver à Kathmandou le 20 juillet. Une assistance technique de deux mois par du personnel Air Alpes complètera cette formation.
Une étude est entreprise pour l'extension et l'aménagement de l'altiport de Méribel. Le projet consiste en une piste goudronnée de 700 mètres, déneigée pendant la saison hivernale et équipe d'un ILS (Instrument landing system), mais cette étude n'aboutira pas.
Au total 55 000 ont été transportés et 9 800 heures de vol effectuées. Le personnel est maintenant de 102 personnes.

## Les années de développement
1972 Ouverture de la ligne Dole/Paris en DHC-6 Twin Otter au début puis en B-99 par la suite
(Chambéry/Dole/Paris le lundi matin et retour le vendredi soir)
Air Alpes achète auprès de PIA (Pakistan International Airlines) 5 DHC-6 Twin Otter série 300, ils recevront les immatriculations F-BTOO (s/n 291), F-BTOQ (s/n 292), F-BTOR (s/n 298), F-BTOS (s/n 299), F-BTOT (s/n 300), ils seront convoyés depuis le Pakistan par des équipages de la Compagnie. Les vols s'effectueront depuis Karachi via Pasni, Dubaï, Bagdad, Damas, Nicosie, Athènes, Brindisi et Nice
3 nouveaux Pilatus PC-6/A.H2 arrivent : F-BTCE (s/n 573), F-BTCG (s/n 551) et F-BTCH (s/n 531) ainsi que 4 Beechcraft B-99 : F-BSTO (s/n U-87), F-BTDV (s/n U-92), F-BTMJ (s/n U-129) et F-BTMK (s/n U-130) les deux derniers étant du modèle B-99A équipé de moteurs plus puissants.
Création par Aersud (Martino Aichner célèbre pilote italien de la Seconde Guerre mondiale) et Air Alpes de la Société Italienne AVI ALPI installée à Trente et exploitant des lignes aériennes dans le nord de l'Italie entre autres vers Cortina d'Ampezzo (flotte : Piper et Pilatus PC-6). Air Alpes prend 30 % du capital.
Pendant la saison d'été, ouverture des lignes Toulon/Ajaccio, Toulon/Bastia, Vichy/Saint-Étienne/Toulon
Pour la saison d'hiver un Pilatus PC-6 est mis en place dans les Alpes du Sud, il assure la correspondance à Gap vers Saint-Crépin et Serre Chevalier, tandis qu'à Chambéry deux autres Pilatus assurent les correspondances vers Val d'Isère et l'Alpe d'Huez.
Les Twin Otter assurent les vols réguliers au départ de Paris et Genève à destination de Courchevel.
En novembre l'activité sous pavillon Air France commence avec les lignes Marseille/Milan et Marseille/Genève assurées en DHC-6 Twin Otter puis par la suite en Corvette.
Air Alpes est entrée dans le système de réservation ALPHA 3 d'Air France.
Création du GIECAR (Groupement d'intérêt économique des compagnies aériennes régionales), il deviendra plus tard Trans Air Régions.
Des espoirs sont placés par l'arrivée prochaine sur le marché du biréacteur de Dassault Aviation, le Mystère 30 de 30 à 40 places. Le programme de développement de cet avion sera toutefois abandonné en 1975.
Passagers transportés : 85 678
Heures de vol effectuées : 15 137
Personnel : 143 dont 38 à la Direction Technique, 38 pilotes et 67 aux Services Opérations, Commercial, Réservation et Administratif.
1973 Ouverture des lignes Paris/Gap en DHC-6 Twin Otter, Saint-Étienne/Nice et Grenoble/Metz en B-99.
En raison d'une importante grève des services de contrôle le l'Aviation Civile (Direction générale de l'Aviation civile), le dispositif "Clément Marot" est mis en place le 24 février, il est assuré par les contrôleurs militaires. Pendant la durée du conflit de nombreux vols seront annulés.
La piste de l'altiport de Courchevel est équipée d'un balisage de nuit et d'un VASI (Visual Aircraft Slope Indicator).
Des accords de partenariat sont conclus avec Air Limousin, Air Champagne Ardenne et Pyrénair.
La flotte se complète par l'arrivée des Cessna 411 (F-BPFM), 401 (F-BOJZ) et 402 (F-BRIY).
Air Alpes passe commande ferme de quatre biréacteurs Aérospatiale Corvette SN-601 Série 100, et des options pour huit Corvette SN-601 série 200.
Ouverture des lignes Nice/Propriano et Toulon/Propriano en DHC-6 Twin Otter.
En septembre ouverture de la ligne Annecy (aéroport d'Annecy - Meythet)/Paris en B-99.
Le SFA (Service de formation aéronautique) de Challes-les-Eaux procédera à des essais d'atterrissages de nuit sur les altiports de Courchevel et de L'Alpe d'Huez.
Le 1er novembre ouverture de Roanne/Saint-Étienne/Valence/Nice. L'escale de Valence par le jeu des correspondances assure des liaisons vers Dole et Toulouse.
Pour la saison d'hiver des correspondances sont assurées au départ de Gap par un Pilatus vers Barcelonnette, Vars (Hautes Alpes) et Serre Chevalier.
Ce sont près de cinquante lignes aériennes qui sont exploitées par Air Alpes.
Deux nouvelles lignes sous pavillon Air France : Marseille/Barcelone, Marseille/Genève et Metz/Düsseldorf.
Signature d'accords avec l'Institut Amaury de la Grange et Aéroformation pour la formation de type Corvette des personnels techniques et navigants.
Passagers transportés : 110 000
Heures de vol effectuées : 22 700
Personnel : 180

## L’arrivée des Corvette
1974 année réacteur, puisque le 28 septembre la ligne Chambéry/Paris sera exploitée avec les Corvette série 100 (F-BVPA (s/n 5), F-BVPB (s/n 6) aux couleurs d'Air France, la F-BVPC (s/n 12) arrivera en février 1975) puis se sera le tour de la F.BVPD (s/n 13).
Les Corvette seront également exploitées sur des lignes Air France.
Le B-99 F-BRUN passe sous pavillon Air Limousin.
Arrivée de nouveaux Beechcraft B-99 F-BUYG (s/n U-63)) et F-BVJL (s/n U-84).
En janvier une importante opération est réalisée sur l'altiport de Val d'Isère à 2 450 mètres d'altitude et par −7 °C, il s'agissait de démonter et changer la Turbine Turboméca "Astazou" d'un Pilatus.
Sans infrastructure adaptée une équipe de 6 mécaniciens parvient à changer la turbine en 5 heures et l'avion put reprendre l'air.
Ouverture de la ligne Toulon/Calvi.
Alerte à la bombe à bord d'un B-99 assurant la ligne Dole/Paris (il s'agissait d'une mauvaise plaisanterie).
Location du Beech B18 F-BIEK auprès de Pyrénair pour la saison de lutte anti-grêle, il sera basé en protection du vignoble de Bourgogne à Chalons-sur-Saône.
Air Alpes prend le contrôle de la compagnie Air Champagne Ardenne après ceux de Air Limousin, Air Rouergue et Pyrénair.
L'infrastructure de l'altiport de Megève est améliorée.
En décembre, c'est l'ouverture de la ligne Paris/Megève en DHC-6 Twin Otter.
Passagers transportés : + de 110 000
Heures de vol effectuées : 22 300
Personnel : environ 200

## Début des années Fokker F-27
1975 Le 1er mars inauguration des nouvelles installations de l'altiport de Megève. L'altiport comporte une piste goudronnée de 400 x 40 m avec une pente moyenne de 8 %, elle est denneigée en permanence. Il devient l'un des altiports les mieux équipés du monde avec système de guidage optique AVASI, de communications VHF, station météo et service de lutte contre l'incendie. Un chalet aérogare et un hangar de 30 x 40 m complètent cette installation.
Le 26 avril signature à Toronto d'un contrat pour l'achat de quatre De Havilland Canada DHC-7, quadrimoteur STOL (Avion à décollage et atterrissage court) pouvant emporter quarante passagers, le contrat prévoit la livraison de deux appareils fin 1977 et deux autres en 1978. Les 13 et 14 juin 1977, un appareil de ce type sera présenté sur l'aéroport de Chambéry/Aix-les-Bains (Aéroport de Chambéry - Savoie) et sur celui d'Annecy/Meythet, des conditions météorologiques défavorables ne permettront pas de procéder à une présentation sur altiport.
Ouverture de la ligne Lyon/Toulon, Air Alpes s'installe sur le nouvel aéroport de Lyon Satolas qui deviendra plus tard aéroport Lyon-Saint-Exupéry.
Arrivée en octobre du premier Fokker F27 Mk 400 bi-turbopropulseur de 44 passagers équipé de 2 turbines Rolls-Royce Limited "Dart" : le OO-SBP (s/n 10340) qui deviendra plus tard le F-BYAA.
Air Alpes embauche ses quatre premières hôtesses navigantes ex-Air France.
Le premier vol de ligne Chambéry/Paris en Fokker 27 interviendra le 5 novembre.
Puis se sera quelques mois plus tard le tour du F-27 OO-HLN (s/n 10342) qui deviendra F-BYAB. Il sera peint aux couleurs d'Air France, cet appareil étant affrété par la compagnie nationale pour être exploité sur des lignes régionales internationales
Ces deux Fokker sont loués dans un premier temps, ils seront achetés et passeront sous registre Français en fin de contrat.
Air Alpes obtient en octobre un contrat sur l'ile de Ténériffe pour provoquer de la pluie artificielle. Ce sera le Pilatus F-BTCG qui sera utilisé. Le procédé consistait à inséminer les nuages pour provoquer les précipitations. D'autres contrats suivront en Champagne-Ardenne et en Bretagne au cours de l'année 1976 (année de grande sécheresse).
Le DHC-6 F-BOOH passe sous pavillon Pyrénair
Air Alpes commence à se séparer de ses Pilatus (F-BRPJ vendu au Centre de Parachutisme de Nevers)
Augmentation du Capital de l'entreprise, deux nouveaux actionnaires font leur entrée (Les Chambres de Commerce et d'Industrie de Savoie et Haute-Savoie), l'essentiel des actions étant détenu par la famille Ziegler (Henri Ziegler) et Monsieur Sylvain Floirat.
Passagers transportés : 110 510
Heures de vol effectuées :
Personnel : 238
1976 Une nouvelle décoration est appliquée aux avions, et à l'ensemble de la compagnie. Pour célébrer ce changement et ce redressement, une coupe de Moët & Chandon brut Impérial est offert sur tous les vols en F-27 pendant deux mois, et un concours mobilise passagers et agences de voyages, appuyé par une campagne de publicité nationale.
Un accord de représentation est conclu avec la Compagnie UTA (Union de transports aériens) pour la Savoie et Haute-Savoie. Un autre accord commercial est signé avec la PAN AM (Pan American World Airways représentation commerciale pour la France, sauf région parisienne).
Ouverture des lignes Toulon/Figari, Nice/Figari et Marseille/Figari.
Le DHC-6 Twin Otter F-BTOO est vendu à Air Rouergue, puis le F-BTOS en Suède.
C'est également la vente des B-99 F-BSUJ et F-BSUK à la compagnie belge Publi-Air (pour effectuer les lignes régulières régionales wallonnes au départ de Liège et de Charleroi vers Paris, Londres, Anvers, Chambéry).
Passagers transportés : 151 873
Heures de vol effectuées :
Personnel :
1977 Le Groupe TAG Techniques d'avant garde devient actionnaire principal
L'aéroport du Bourget est fermé à l'activité des compagnies aériennes, Air Alpes s'installe sur l'aéroport d'Orly
Un plan de redressement prévoit la fermeture d'un certain nombre de lignes déficitaires.
Un conflit important (du 7 janvier au 28 avril) éclate entre le personnel et la direction.
Plusieurs lignes sont supprimées : Chambéry/Grenoble/Saint-Étienne/Toulouse, Grenoble/Metz.
En été le Service départemental de lutte contre les incendies de Haute-Corse signera un contrat pour la mise en place à Calvi de deux Pilatus PC-6 destinés à la lutte contre les feux de forêts en Balagne. Ces avions avaient une mission de « guet armé », c'est-à-dire : surveillance, signalement des départs de feu et intervention immédiate. Pour cela, ils étaient équipés d'un réservoir de 1 000 litres installé en cabine. Ces 1 000 litres pouvaient être largués en quelques secondes par l'intermédiaire d'une trappe située sous le fuselage de l'appareil.
Un accord est signé avec Air Inter pour la maintenance lourde des Fokker 27 de la Compagnie.
L'expérience avec les Corvette n'a pas été profitable et les 4 avions seront retirés de la flotte.
Un plan de redressement est mis en place.
Passagers transportés : 170 663
Heures de vol effectuées :
Personnel :
1978 Deux Fokker F-27 avec équipages sont mis à disposition d'Air Inter.

Arrivée des DHC-6 série 300 Twin Otter F-GBDA (s/n 566) et F-GBDB (s/n 574), un troisième le F-GBDC (s/n 576) ne fut jamais pris en compte; le Fokker F-27 Mk 600 F-BYAR (s/n 10430) rejoint la flotte. 

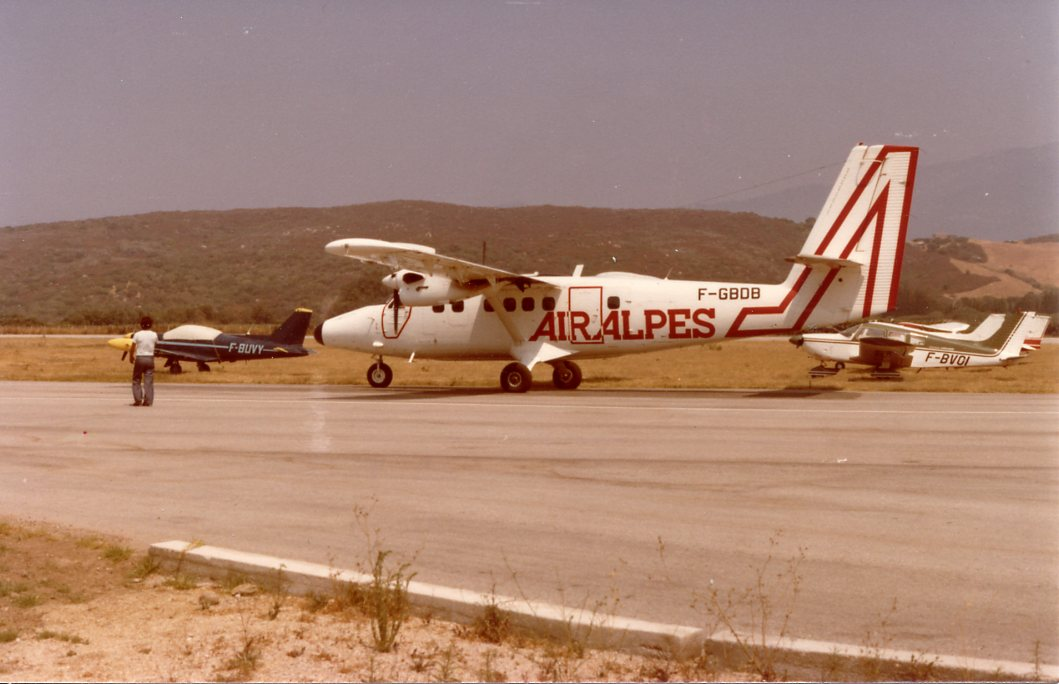
DHC-6 à l'arrivée à Propriano Corse en 1979

Contrat pour la lutte contre les feux de forêts dans le département de l'Hérault avec des Pilatus.
Les DHC-6 Twin Otter F-BTOQ, F-BTOR et F-BTOT sont vendus à l'Armée de l'air.
Puis c'est le tour des B-99 F-BTDV et F-BSTO qui partent pour les États-Unis.
Le Cessna F-BOJZ quitte la flotte.
Passagers transportés : 192.200
Heures de vol effectuées :
Personnel : 210

## Arrivée des Fokker F-28
1979 Au mois d'avril arrivée dans la flotte du premier Fokker F28 Mk 1000, biréacteur d'une capacité de 65 passagers : F-BUTI (s/n 11034); les F-GBBS (s/n 11050), F-GBBT (s/n 11052) suivront quelques mois plus tard et du DHC-6 Twin Otter F-BYAG (s/n 342)
Le DHC-6 Twin Otter F-BSUL est vendu tout comme les Pilatus PC-6 F-BTCG et F-BTCH (ils rejoignent des "Centre de Parachutisme Sportif"),
l'activité montagne d'Air Alpes au départ de Courchevel, sera reprise un certain temps par la compagnie Air Savoie avec un Pilatus et un BN-2 avec quelques pilotes d'Air Alpes détachés.
Le Fokker F-27 de la ligne Chambéry/Paris est remplacé par un Fokker F-28
Deux nouveaux Fokker arrivent : F-27 Mk 400 F-GBDE (s/n 10469) et F-27 Mk 600 F-GBGI (s/n 10413)
Inauguration de la ligne Paris/Figari Sud Corse en Fokker F-28
Signature d'un accord avec Tunisavia pour la location du Fokker F-27 F-GBDE avec équipage technique Air Alpes et assistance technique pour assurer les lignes Tunis/Malte/Sfax, Tunis/Djerba, Tunis/El Borma et Tunis/Tozeur. Ce contrat se poursuivra jusqu'en 1980
Passagers transportés : 153 800
Heures de vol effectuées :
Personnel :
1980 Arrivée du Fokker F-27 Mk 400 F-GCJV (s/n 10361) et du F-27 Mk 100 F-GCPA (s/n 10258)
Les Fairchild FH-227B F-GCLN (s/n 527) et F-GCPU (s/n 548) porteront quelque temps les couleurs d'Air Alpes
L'altiport de Courchevel est modifié, la piste a été décalée de 18° par rapport à la précédente et elle est légèrement rallongée
Le 3 juillet un accord est signé avec TAT. Cet accord qui entrera en vigueur le 7 septembre prévoit la répartition des zones de trafic entre les deux compagnies et organisation commerciales correspondantes.
C'est aussi la rationalisation des flottes limitée à l'exploitation des F-28 et F-27
Passagers transportés :
Heures de vol effectuées :
Personnel :

## Rachat
1981 La Compagnie TAT prend le contrôle des trois quarts d'Air Alpes.
Le logo TAT apparaît désormais sur les appareils Air Alpes.
Le 14 septembre, pour la dernière fois un nouvel avion portera les couleurs d'Air Alpes : les Douglas Douglas DC-9/21 OY-KGE (s/n 47305/441) et OY-KGD (s/n 47302/422) sont loués à la compagnie SAS. Ils opéreront au départ de Chambéry et Paris (Paris-Figari/Paris-Chambéry/Paris-Rodez/etc.).
Une « Association amicale des anciens d'Air Alpes » est créée par la suite.

## Logos

Logo de 1968.
Logo de 1972.
Logo de 1981.

## Photographies

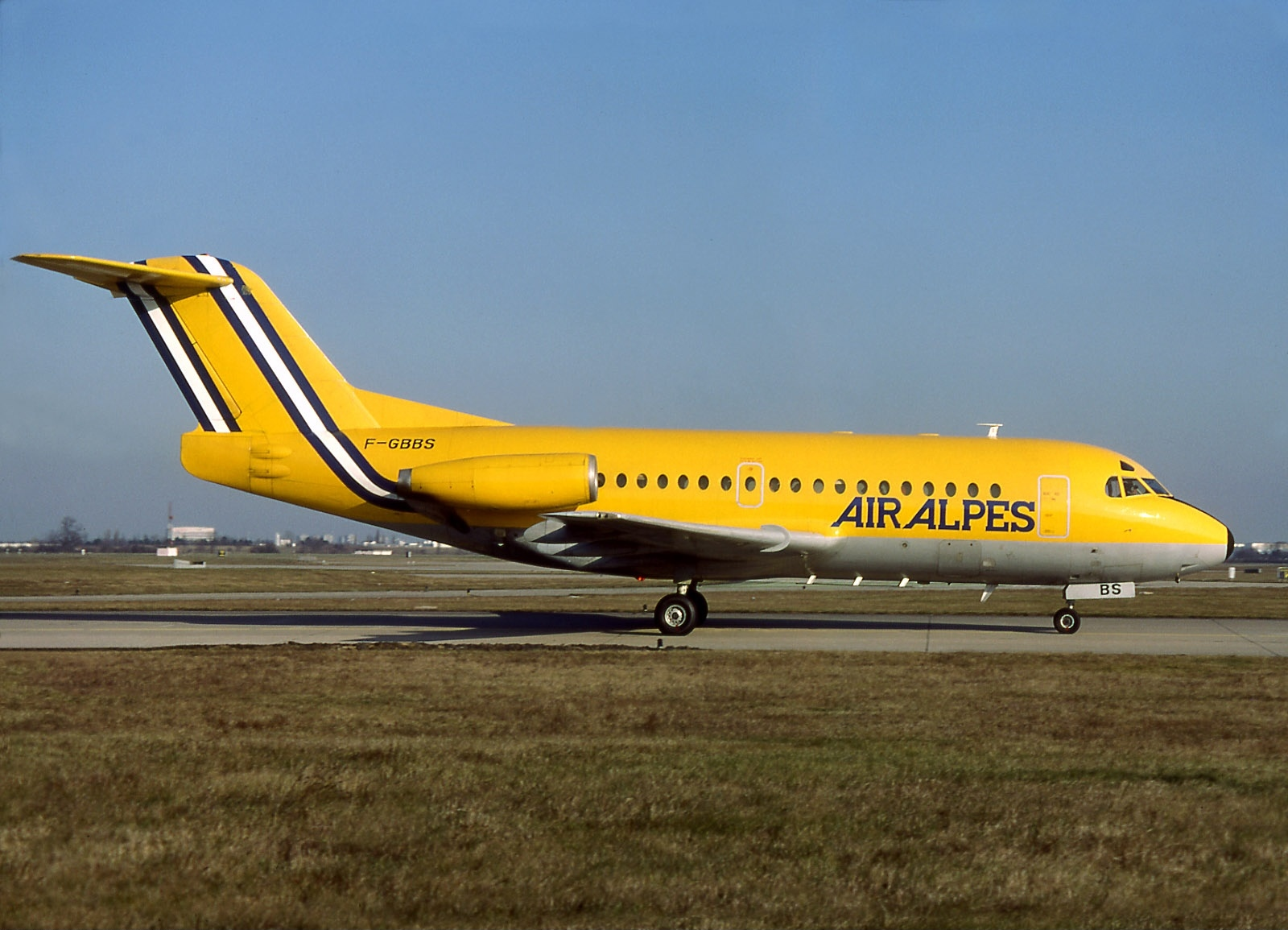
Fokker F-28-1000 n° F-GBBS, 01/12/1980 à Paris-Orly.
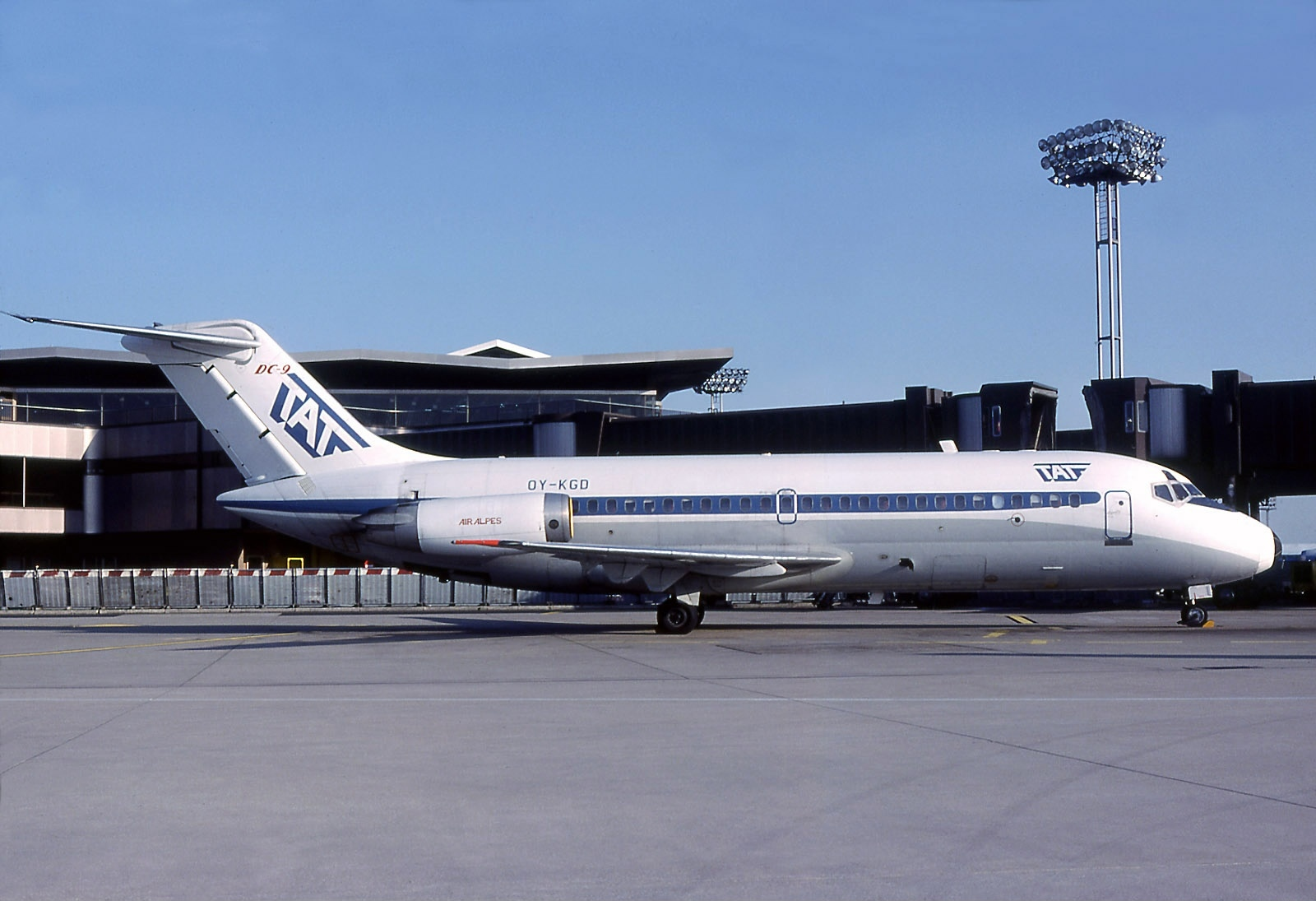
DC-9 TAT/Air Alpes, 16/04/1982 à Paris-Orly .
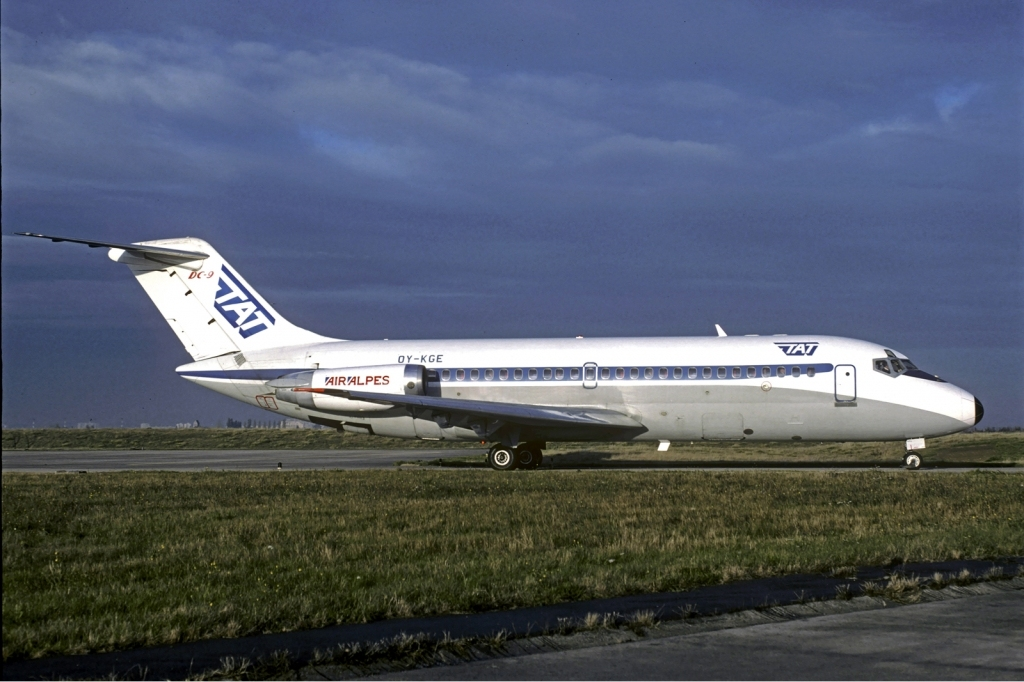
DC-9-21 en 1981.
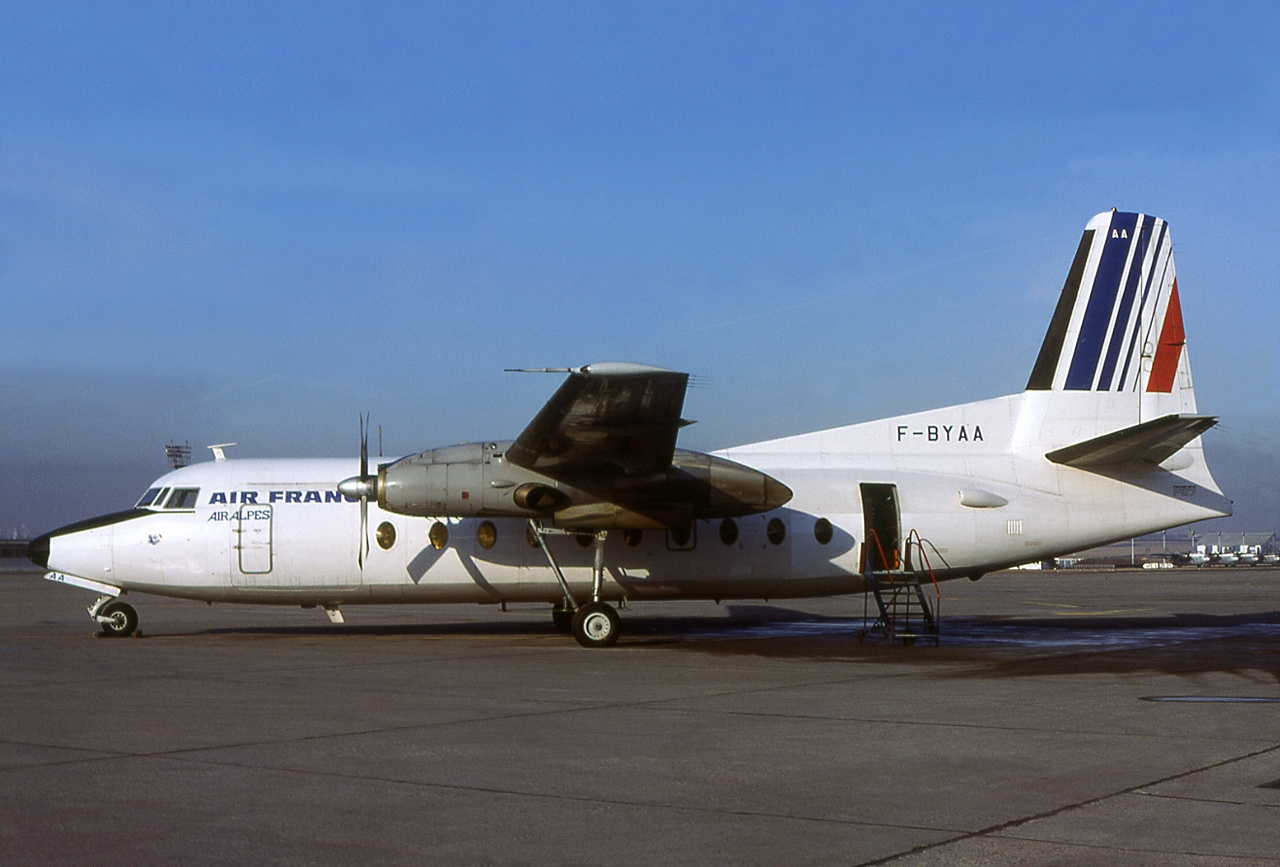
F 27-400 n° F-BYAA Air France/Air Alpes en 1977 à Paris-Le Bourget.
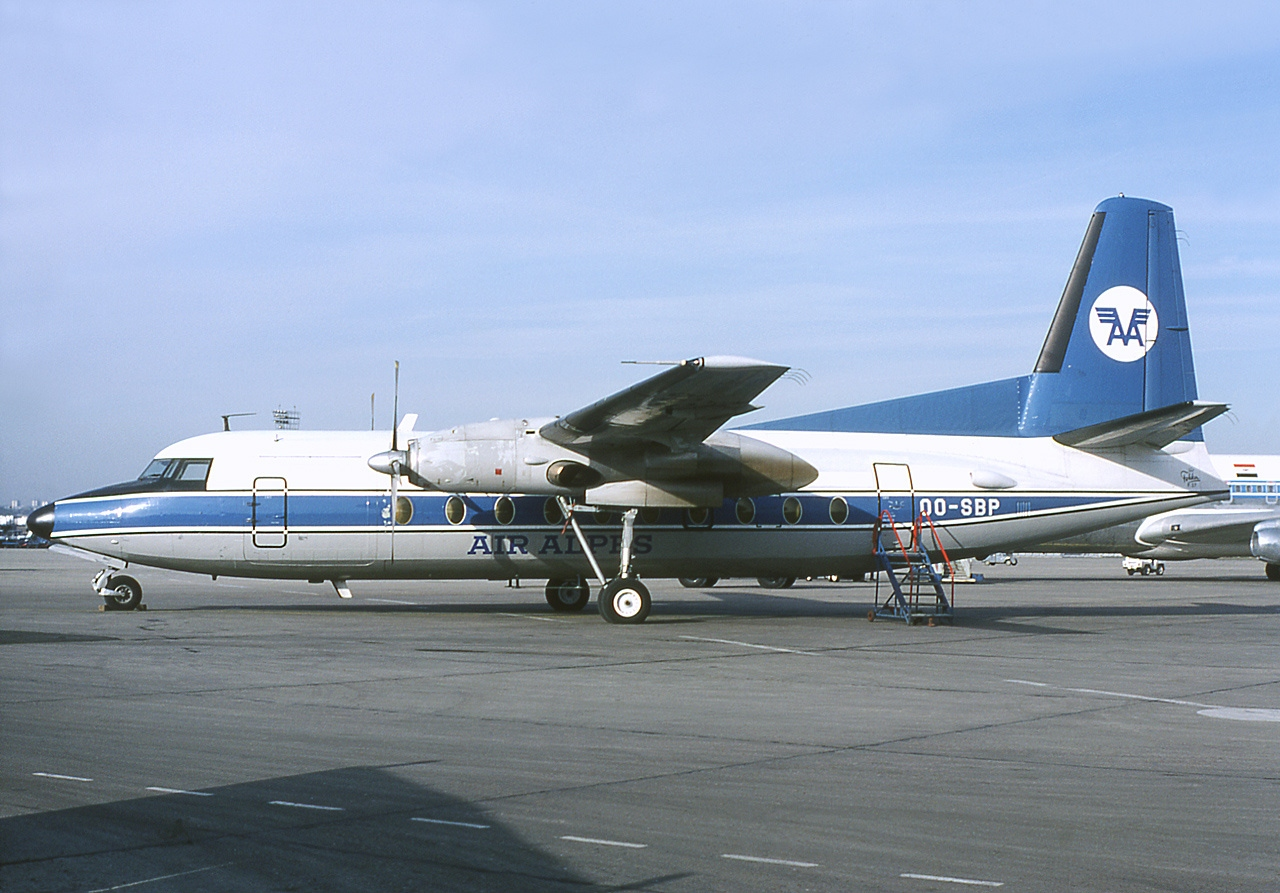
F 27-400 n° OO-SBP en 1976 à Paris-Le Bourget.
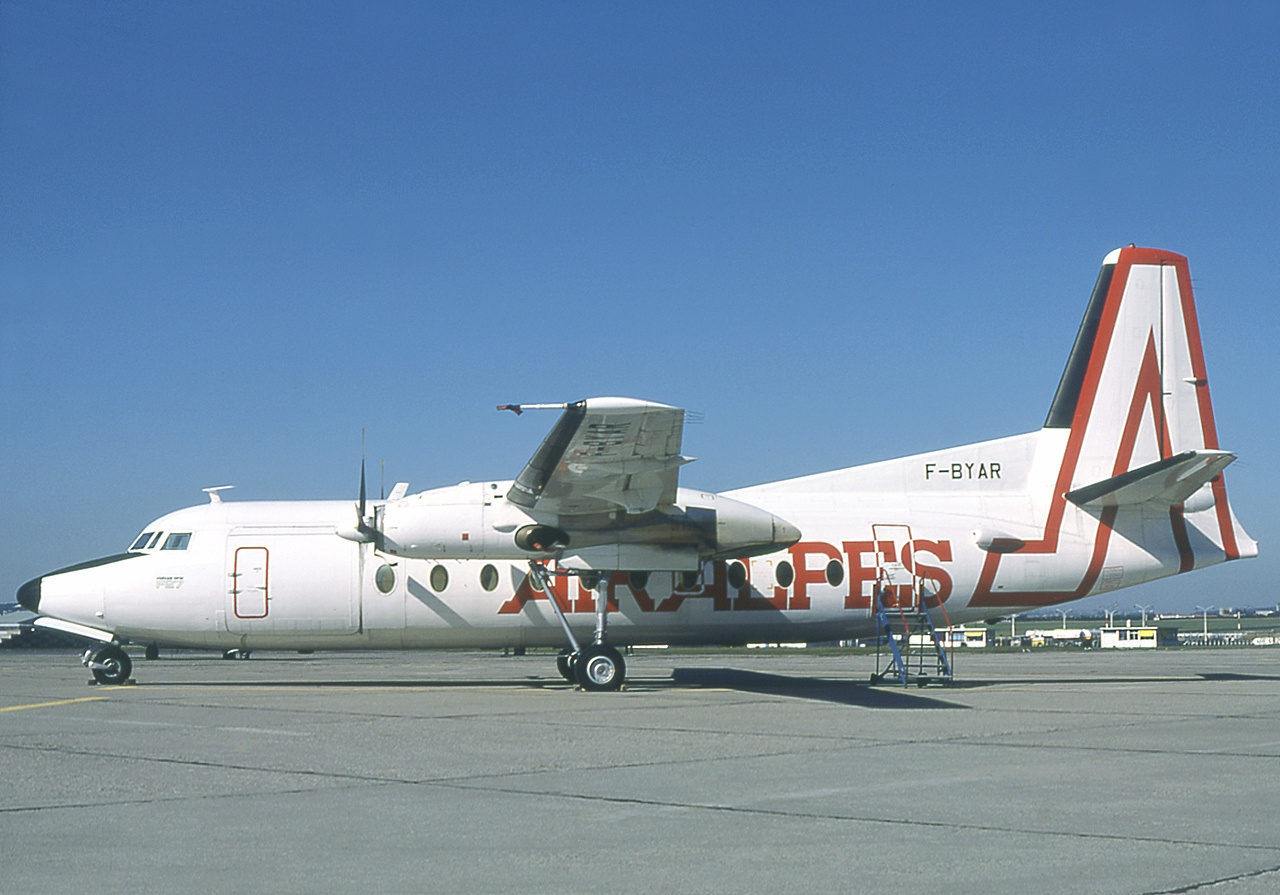
F 27-600 n° F-BYAR en 1978 à Paris-Le Bourget.
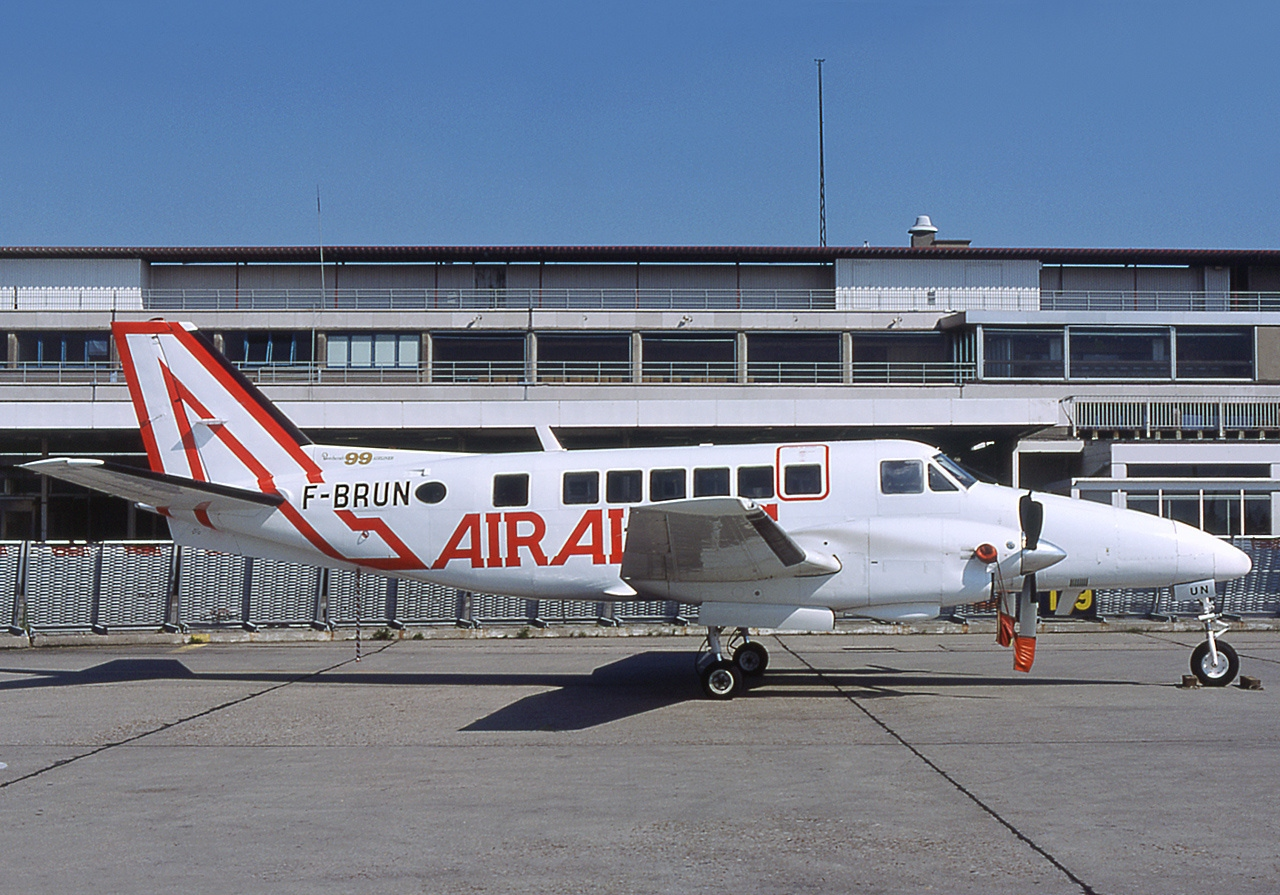
Beech 99 d'Air Alpes en 1977.
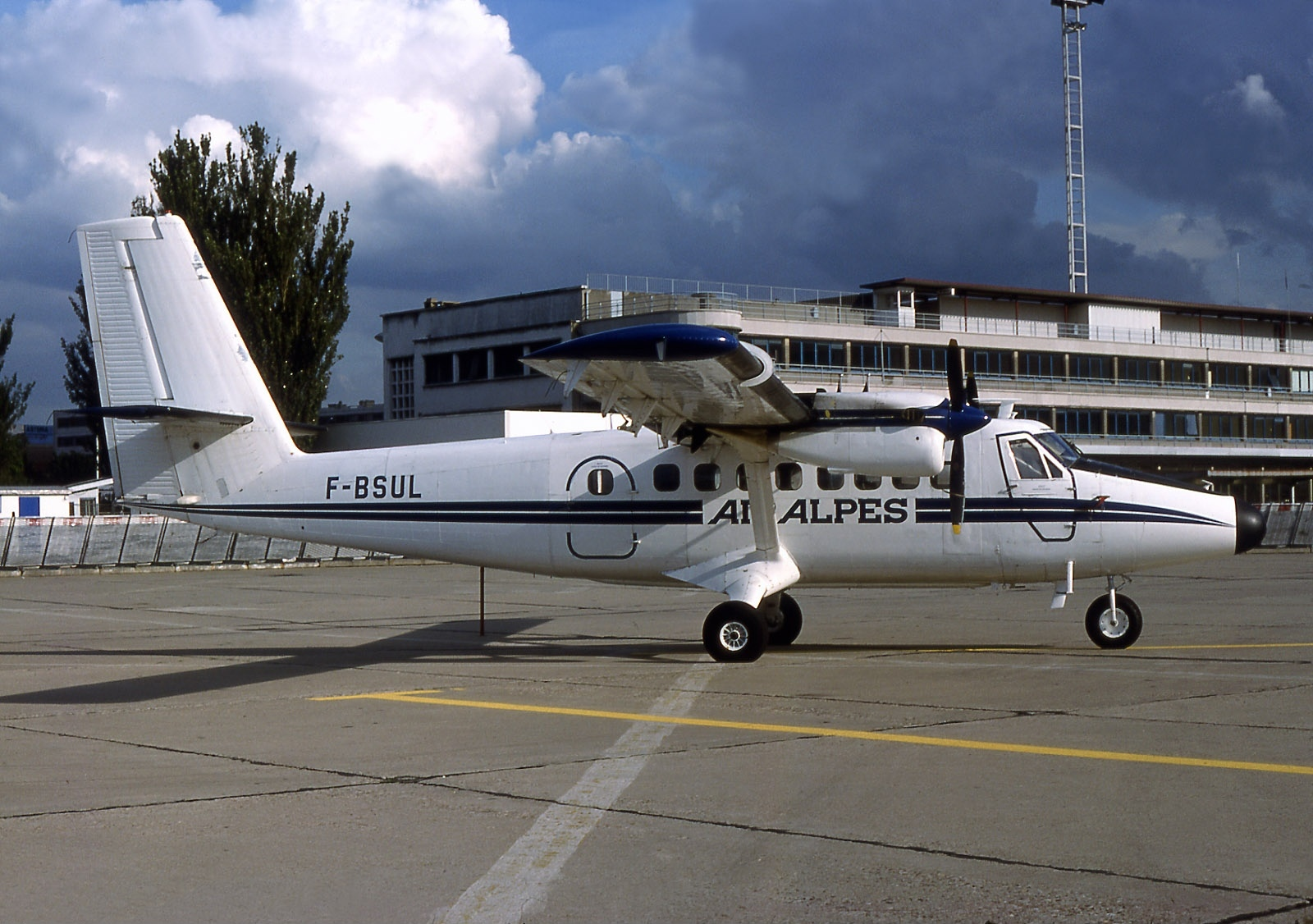
De Havilland d'Air Alpes en 1979.